# Ecteinascidia longiducta
Ecteinascidia longiducta is een zakpijpensoort uit de familie van de Perophoridae. De wetenschappelijke naam van de soort werd in 1978 voor het eerst geldig gepubliceerd door Claude Monniot.